# 九鬼隆季
九鬼隆季（日语：／ Kuki Takasue，1608年11月14日—1678年7月13日），日本江戶時代初期大名，丹波綾部藩第一任藩主。他是志摩鳥羽藩主九鬼守隆三子。官位：從五位下、氏部少輔。有一子隆常。
父親死後與五弟九鬼久隆爭奪家督之位。寬永10年（1633）立藩於丹波凌部。寬永19年（1642）敘任氏部少輔。寬文元年（1661）給弟弟隆重5000石，自己留1萬9500石。隆季致力於藩政事務，盡心盡力建設城下町。
延寶2年（1674）讓出家督給長子隆常後隱居。四年後（1678）死去，享年71，法名空山了本大極院。